# Dmitrij Astrakhan
Dmitrij Astrakhan (russisk: Дмитрий Хананович Астрахан) (født 17. marts 1957 i Sankt Petersborg i Sovjetunionen) er en sovjetisk filminstruktør.

## Filmografi
- Izydi! (Изыди!, 1991)[1][2]
- Ty u menja odna (Ты у меня одна, 1993)
- Vsjo budet khorosjo! (Всё будет хорошо!, 1995)
- Kontrakt so smertju (Контракт со смертью, 1998)
- Perekrjostok (Перекрёсток, 1998)
- Podari mne lunnyj svet (Подари мне лунный свет, 2001)
- Zjoltyj karlik (Жёлтый карлик, 2001)